# Força Real da Fronteira da África Ocidental
A Força de Fronteira da África Ocidental (WAFF, na sigla em inglês) foi uma força militar de campo formada pelo Escritório Colonial Britânico, em 1900, para guarnecer as colônias de África Ocidental então constituídas pela Nigéria, Costa do Ouro Britânica, Serra Leoa e Gâmbia. Em 1928, recebeu o reconhecimento real, tornando-se a Royal West African Frontier Force (RWAFF).